# Premier League (Egypte) 2008/09
De Premier League 2008/09 was het 52ste seizoen van het Egyptisch nationaal voetbalkampioenschap. Het ging van start op 8 augustus 2008 en eindigde op 24 mei 2009.

## Eindklassement
|    | Club                   | WG | W  | V  | G  | DV | DT | +/- | P  |                                   |
| -- | ---------------------- | -- | -- | -- | -- | -- | -- | --- | -- | --------------------------------- |
| 1  | Al-Ahly                | 30 | 18 | 9  | 3  | 52 | 25 | 27  | 63 | CAF Champions League 2010         |
| 1  | Ismailia SC            | 30 | 20 | 3  | 7  | 52 | 31 | 21  | 63 | CAF Champions League 2010         |
| 3  | Petrojet FC            | 30 | 13 | 12 | 5  | 47 | 38 | 9   | 51 | CAF Confederation Cup 2010        |
| 4  | Haras El Hodood        | 30 | 14 | 8  | 8  | 34 | 22 | 12  | 50 |                                   |
| 5  | ENPPI                  | 30 | 13 | 10 | 7  | 49 | 39 | 10  | 49 |                                   |
| 6  | Al-Zamalek             | 30 | 11 | 9  | 10 | 34 | 29 | 5   | 42 |                                   |
| 7  | El Geish               | 30 | 10 | 8  | 12 | 40 | 50 | -10 | 38 |                                   |
| 8  | Masry                  | 30 | 9  | 10 | 11 | 36 | 34 | 2   | 37 |                                   |
| 9  | El-Shorta              | 30 | 9  | 10 | 11 | 28 | 29 | -1  | 37 |                                   |
| 10 | Al Moqaouloun al-Arab  | 30 | 8  | 13 | 9  | 35 | 37 | -2  | 37 |                                   |
| 11 | Al Itthad Al Sakandary | 30 | 10 | 7  | 13 | 29 | 35 | -6  | 37 |                                   |
| 12 | Ghazl El-Mehalla       | 30 | 8  | 9  | 13 | 20 | 26 | -6  | 33 |                                   |
| 13 | Petrol Asyut           | 30 | 9  | 6  | 15 | 25 | 39 | -14 | 33 |                                   |
| 14 | Itesalat               | 30 | 7  | 11 | 12 | 43 | 46 | -3  | 32 | Degradatie naar de Tweede Divisie |
| 15 | Tersana                | 30 | 5  | 9  | 16 | 28 | 45 | -17 | 24 | Degradatie naar de Tweede Divisie |
| 16 | Olympi                 | 30 | 6  | 7  | 17 | 30 | 57 | -27 | 24 | Degradatie naar de Tweede Divisie |

### Play-off
Na 30 wedstrijden hadden zowel Al-Ahly als Ismailia SC 63 punten. Hierdoor zou een play-off beslissen wie landskampioen werd.
|                         |                 |     |             | |
| 24 mei 2009 19:00 GMT+2 | Al Ahly         | 1-0 | Ismailia SC | Harras El-Hedoud Stadium, Alexandrië Toeschouwers: ~ 16,000 Scheidsrechter: Carlos Velasco Carballo |
| 24 mei 2009 19:00 GMT+2 | 5' Flávio Amado |     |             | Harras El-Hedoud Stadium, Alexandrië Toeschouwers: ~ 16,000 Scheidsrechter: Carlos Velasco Carballo |

## Topscorers
12 doelpunten
- Ernest Papa Arko (El Geish)
- Flávio Amado (Al-Ahly)

11 doelpunten
- Ahmed Gaafar (Itesalat)
- Mostafa Karim (Ismailia SC)
- Ihab El-Masry (Al Moqaouloun al-Arab)

1948/49 · 1949/50 · 1950/51 · 1951/52 · 1952/53 · 1953/54 · 1954/55 · 1955/56 · 1956/57 · 1957/58 · 1958/59 · 1959/60 · 1960/61 · 1961/62 · 1962/63 · 1963/64 · 1964/65 · 1965/66 · 1966/67 · 1967/68 · 1968/69 · 1969/70 · 1970/71 · 1971/72 · 1972/73 · 1973/74 · 1974/75 · 1975/76 · 1976/77 · 1977/78 · 1978/79 · 1979/70 · 1980/81 · 1981/82 · 1982/83 · 1983/84 · 1984/85 · 1985/86 · 1986/87 · 1987/88 · 1988/89 · 1989/90 · 1990/91 · 1991/92 · 1992/93 · 1993/94 · 1994/95 · 1995/96 · 1996/97 · 1997/98 · 1998/99 · 1999/00 · 2000/01 · 2001/02 · 2002/03 · 2003/04 · 2004/05 · 2005/06 · 2006/07 · 2007/08 · 2008/09 · 2009/10 · 2010/11 · 2011/12 · 2012/13 · 2013/14 · 2014/15 · 2015/16 · 2016/17 · 2017/18 · 2018/19 · 2019/20 · 2020/21 · 2021/22